# Districte de Zumbo
El districte de Zumbo és un districte de Moçambic, situat a la província de Tete. Té una superfície de 12.040 kilòmetres quadrats. En 2007 comptava amb una població de 57.084 habitants. Limita al nord i oest amb Zàmbia, al sud amb el districte de Magoé i a l'est amb el districte de Marávia.

## Divisió administrativa
El districte està dividit en dos postos administrativos (Muze, Zambue i Zumbo), compostos per les següents localitats:
- Posto Administrativo de Muze:
  - Mazamba
  - Minga
  - Muze
- Posto Administrativo de Zambue:
  - Chawalo
  - Kasenga
  - Zambue
- Posto Administrativo de Zumbo:
  - Mirula
  - Mukangadzi
  - Zumbo